# Oucques
Oucques est une commune historique du nord du Loir-et-Cher (région Centre-Val de Loire), reléguée au statut de commune déléguée depuis 2017 et la fusion administrative avec les communes voisines de Baigneaux, Beauvilliers et Sainte-Gemmes pour créer la commune nouvelle d'Oucques La Nouvelle.

## Toponymie

### Étymologie
Le nom d'Oucques dériverait du latin olca ou oschia, qui désigne un verger ou une terre labourable entourée de haies et de fossés.

## Histoire

### Moyen Âge
Oucques est citée pour la première fois au début du Xe siècle lorsqu'un ensemble de points fortifiés que sont Beaugency, Vendôme, Oucques, Lavardin et Montoire furent construits pour défendre les vallées de la Loire et du Loir des raids vikings.

### Après la Révolution
Dans les premières années de la Révolution française (entre 1790 et 1794), les éphémères communes de Frouville et de Villegomblain fusionnent avec Oucques.
Entre le 29 janvier et le 8 février 1939, plus de 3 100 réfugiés espagnols, fuyant l'effondrement de la république espagnole devant Franco, arrivent en Loir-et-Cher. Devant l'insuffisance des structures d'accueil (les haras de Selles-sur-Cher sont notamment utilisés), 47 villages sont mis à contribution, dont Oucques. Les réfugiés, essentiellement des femmes et des enfants, sont soumis à une quarantaine stricte et vaccinés. Le courrier est limité, et le ravitaillement, s'il est peu varié et cuisiné à la française, est cependant assuré. Au printemps et à l'été, les réfugiés sont regroupés au Bois-Brûlé (hameau de la commune de Boisseau).

### Depuis 2017
En 2017, Oucques fusionne avec trois de ses communes voisines, à savoir Baigneaux, Beauvilliers et Sainte-Gemmes, pour ainsi former Oucques La Nouvelle.

## Politique et administration

### Liste des maires
| Période                                  | Période       | Identité         | Étiquette          | Qualité                                                                            |
| ---------------------------------------- | ------------- | ---------------- | ------------------ | ---------------------------------------------------------------------------------- |
| Les données manquantes sont à compléter. |               |                  |                    |                                                                                    |
| 1895                                     | 1934          | Edouard Légisse  | Républicain modéré | Inventeur des cavalcades d'Oucques-la-Joyeuse                                      |
| mars 2001                                | décembre 2016 | André Boissonnet | ex-UDF puis UDI    | Agriculteur retraité Ancien conseiller général du canton de Marchenoir (1996-2015) |

Depuis 2017 et la création d'Oucques La Nouvelle, le maire élu à Oucques est maire délégué au maire de la commune nouvelle.
| Période                                  | Période  | Identité         | Étiquette | Qualité                                |
| ---------------------------------------- | -------- | ---------------- | --------- | -------------------------------------- |
| Les données manquantes sont à compléter. |          |                  |           |                                        |
| janvier 2017                             | mai 2020 | André Boissonnet | UDF       | Également maire de la commune nouvelle |
| mai 2020                                 | en cours | Françoise Boissé |           |                                        |

## Population et société

### Démographie
| 1793  | 1800  | 1806  | 1821  | 1831  | 1836  | 1841  | 1846  | 1851  |
| ----- | ----- | ----- | ----- | ----- | ----- | ----- | ----- | ----- |
| 1 191 | 1 231 | 1 235 | 1 325 | 1 362 | 1 372 | 1 415 | 1 520 | 1 550 |

| 1856  | 1861  | 1866  | 1872  | 1876  | 1881  | 1886  | 1891  | 1896  |
| ----- | ----- | ----- | ----- | ----- | ----- | ----- | ----- | ----- |
| 1 626 | 1 648 | 1 600 | 1 556 | 1 537 | 1 560 | 1 528 | 1 515 | 1 457 |

| 1901  | 1906  | 1911  | 1921  | 1926  | 1931  | 1936  | 1946  | 1954  |
| ----- | ----- | ----- | ----- | ----- | ----- | ----- | ----- | ----- |
| 1 578 | 1 559 | 1 579 | 1 432 | 1 461 | 1 419 | 1 274 | 1 395 | 1 368 |

| 1962  | 1968  | 1975  | 1982  | 1990  | 1999  | 2006  | 2011  | 2014  |
| ----- | ----- | ----- | ----- | ----- | ----- | ----- | ----- | ----- |
| 1 557 | 1 667 | 1 434 | 1 312 | 1 473 | 1 313 | 1 420 | 1 493 | 1 513 |

### Pyramide des âges
La population de la commune est relativement âgée. Le taux de personnes d'un âge supérieur à 60 ans (30,6 %) est en effet supérieur au taux national (21,6 %) et au taux départemental (26,3 %).
À l'instar des répartitions nationale et départementale, la population féminine de la commune est supérieure à la population masculine. Le taux (52,5 %) est du même ordre de grandeur que le taux national (51,6 %).
La répartition de la population de la commune par tranches d'âge est, en 2007, la suivante :
- 47,5 % d'hommes (0 à 14 ans = 18,5 %, 15 à 29 ans = 15,7 %, 30 à 44 ans = 19,6 %, 45 à 59 ans = 17,8 %, plus de 60 ans = 28,4 %) ;
- 52,5 % de femmes (0 à 14 ans = 16,8 %, 15 à 29 ans = 14,6 %, 30 à 44 ans = 17,7 %, 45 à 59 ans = 18,4 %, plus de 60 ans = 32,5 %).

| Hommes | Classe d’âge | Femmes |
| ------ | ------------ | ------ |
| 0,7    | 90 ans ou +  | 1,2    |
| 11,0   | 75 à 89 ans  | 13,7   |
| 16,7   | 60 à 74 ans  | 17,6   |
| 17,8   | 45 à 59 ans  | 18,4   |
| 19,6   | 30 à 44 ans  | 17,7   |
| 15,7   | 15 à 29 ans  | 14,6   |
| 18,5   | 0 à 14 ans   | 16,8   |

| Hommes | Classe d’âge | Femmes |
| ------ | ------------ | ------ |
| 0,6    | 90 ans ou +  | 1,6    |
| 8,3    | 75 à 89 ans  | 11,5   |
| 14,8   | 60 à 74 ans  | 15,7   |
| 21,4   | 45 à 59 ans  | 20,6   |
| 20,3   | 30 à 44 ans  | 19,2   |
| 16,2   | 15 à 29 ans  | 14,7   |
| 18,5   | 0 à 14 ans   | 16,7   |

## Culture locale et patrimoine

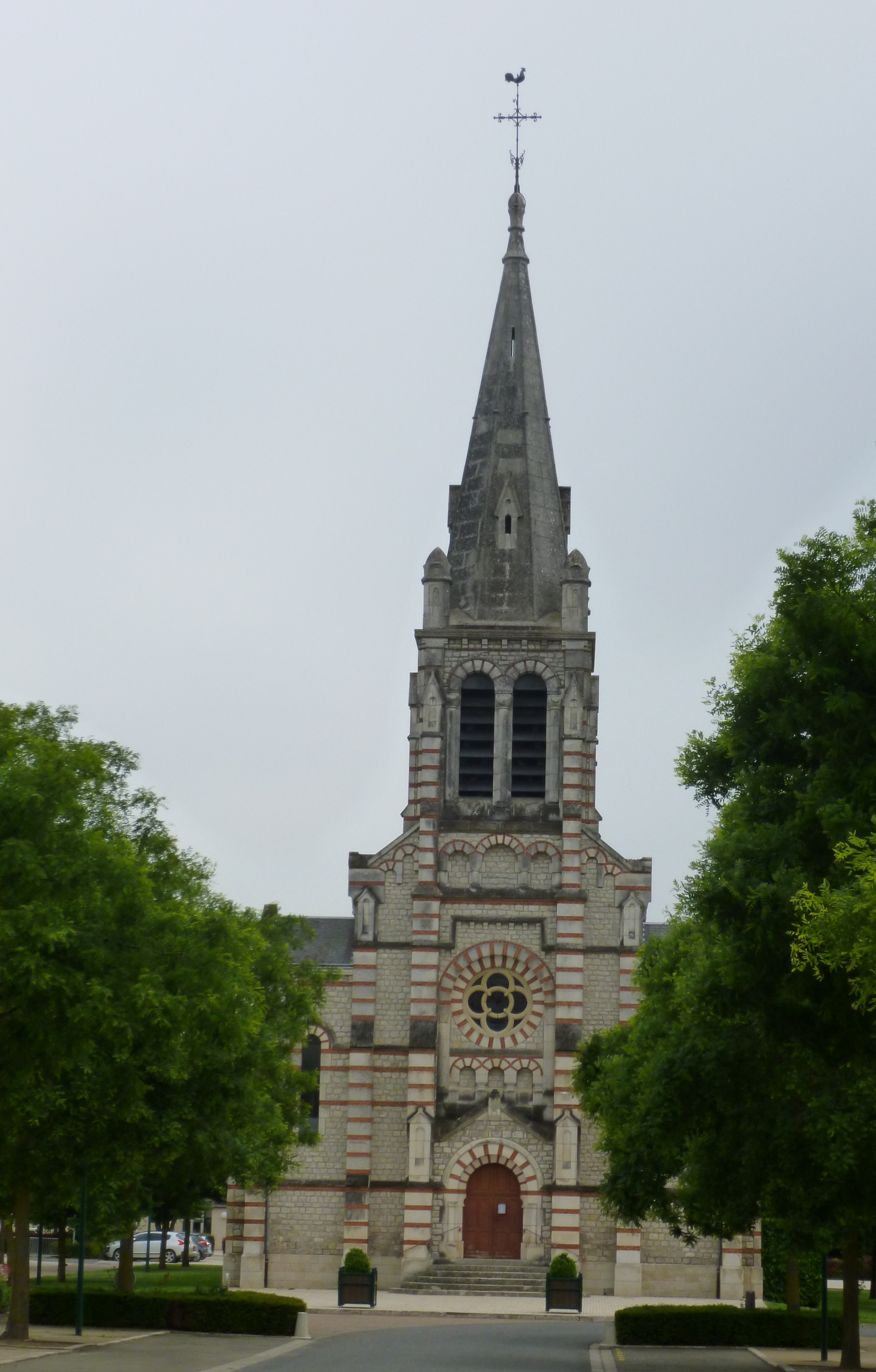
Oucques, son église.

### Lieux et monuments
- L'église.
- Le château d'Oucques : il fut détruit par les Anglais le 8 septembre 1380, puis progressivement reconstruit. Il a été vendu à Pierre Louis Legrand, greffier du tribunal civil de Loir-et-Cher, 6 400 francs, le 11 floréal an VI. Acheté plus tard par la commune, il fut de nouveau détruit afin d'utiliser les pierres pour la construction de l'école des garçons, route de Châteaudun.

## Personnalités liées à la commune
- Guillaume François Antoine, marquis de L'Hôpital, mathématicien, eut une résidence à Oucques.
- Jean Bernoulli, mathématicien et physicien, travailla à Oucques pendant 4 mois en 1692 chez et avec son élève Guillaume François Antoine, marquis de L'Hôpital (cf. supra).

« En 1692, Jean Bernoulli étant venu en France, il (Guillaume de L'Hôpital) l'emmena dans sa terre d'Oucques, et pendant 4 mois il étudia sous cet habile maître les éléments de la nouvelle géométrie. Ses progrès furent merveilleux. »
- Henry Berthélemy, jurisconsulte, né à Oucques en 1857 ; un odonyme local (rue Henry-Berthélemy) lui est dédié.
- Louis Proust, ou Louis-Adrien Proust, magistrat, né à Oucques le 4 juin 1878 ; magistrat, homme politique, et naturaliste français, il fut député d'Indre et Loire de 1919 à 1936.
- Auguste-Martin Desneux, officier, né à Oucques en 1885.
- Maurice Hallé, chansonnier montmartrois, né à Oucques en 1896 ; un odonyme local (rue Maurice-Hallé) lui est dédié.
- René François Guétrot[15] né à Oucques (1807-1870) fut un célèbre sculpteur.

### Héraldique
|  | Les armoiries de Oucques se blasonnent ainsi : D'azur au chevron haussé, accompagné en chef à dextre de trois abeilles posées en bande et ordonnées en orle, à senestre d'une étoile versée et en pointe d'une gerbe liée de gueules posée sur une terrasse, le tout d'or. |

### Voies et lieux-dits
| 77 odonymes recensés à Oucques au 8 mars 2014               | 77 odonymes recensés à Oucques au 8 mars 2014 | 77 odonymes recensés à Oucques au 8 mars 2014 | 77 odonymes recensés à Oucques au 8 mars 2014 | 77 odonymes recensés à Oucques au 8 mars 2014 | 77 odonymes recensés à Oucques au 8 mars 2014 | 77 odonymes recensés à Oucques au 8 mars 2014 | 77 odonymes recensés à Oucques au 8 mars 2014 | 77 odonymes recensés à Oucques au 8 mars 2014 | 77 odonymes recensés à Oucques au 8 mars 2014 | 77 odonymes recensés à Oucques au 8 mars 2014 | 77 odonymes recensés à Oucques au 8 mars 2014 | 77 odonymes recensés à Oucques au 8 mars 2014 | 77 odonymes recensés à Oucques au 8 mars 2014 | 77 odonymes recensés à Oucques au 8 mars 2014 | 77 odonymes recensés à Oucques au 8 mars 2014 |
| Allée                                                       | Avenue                                        | Bld                                           | Carrefour                                     | Chemin                                        | Clos                                          | Impasse                                       | Montée                                        | Passage                                       | Place                                         | Promenade                                     | Route                                         | Rue                                           | Square                                        | Autres                                        | Total                                         |
| ----------------------------------------------------------- | --------------------------------------------- | --------------------------------------------- | --------------------------------------------- | --------------------------------------------- | --------------------------------------------- | --------------------------------------------- | --------------------------------------------- | --------------------------------------------- | --------------------------------------------- | --------------------------------------------- | --------------------------------------------- | --------------------------------------------- | --------------------------------------------- | --------------------------------------------- | --------------------------------------------- |
| 4                                                           | 5                                             | 0                                             | 0                                             | 1                                             | 0                                             | 0                                             | 0                                             | 5                                             | 3                                             | 0                                             | 0                                             | 41                                            | 0                                             | 18                                            | 77                                            |
| Notes « N »                                                 | Notes « N »                                   | 1. 2. 3. 4. 5. 6. 7.                          | 1. 2. 3. 4. 5. 6. 7.                          | 1. 2. 3. 4. 5. 6. 7.                          | 1. 2. 3. 4. 5. 6. 7.                          | 1. 2. 3. 4. 5. 6. 7.                          | 1. 2. 3. 4. 5. 6. 7.                          | 1. 2. 3. 4. 5. 6. 7.                          | 1. 2. 3. 4. 5. 6. 7.                          | 1. 2. 3. 4. 5. 6. 7.                          | 1. 2. 3. 4. 5. 6. 7.                          | 1. 2. 3. 4. 5. 6. 7.                          | 1. 2. 3. 4. 5. 6. 7.                          | 1. 2. 3. 4. 5. 6. 7.                          | 1. 2. 3. 4. 5. 6. 7.                          |
| Sources : rue-ville.info & perche-gouet.net & OpenStreetMap |                                               |                                               |                                               |                                               |                                               |                                               |                                               |                                               |                                               |                                               |                                               |                                               |                                               |                                               |                                               |